# Протистояння в Одесі 2 травня 2014
Протистояння в Одесі 2 травня 2014 року — масові заворушення, які відбулися в місті Одеса 2 травня 2014 року. Сутички почалися в центрі міста, де близько 2 000 людей, що зібралися для участі в мирній ході головною вулицею «За єдність України», зазнали нападу на Грецькій площі з боку групи з приблизно 300 радикально налаштованих проросійських осіб, які виступали за ідею «федералізації України», яку активно в той час нав'язувала Російська Федерація.
Після сутичок і загибелі двох проєвропейських активістів (їх було застрелено) акція переросла в гоніння проросійських активістів до Куликового поля, де були залишки їхнього наметового містечка, яке напередодні частково перенесли місцеві органи влади на околиці Одеси. Близько 300 прихильників федералізації забарикадувалися в Будинку профспілок. Обидві сторони кидали одна в одну «коктейлі Молотова», внаслідок чого всередині будівлі спалахнула пожежа, під час якої загинули (вчаділи та викинулися з вікна) 42 місцевих проросійських активістів.

## Передумови

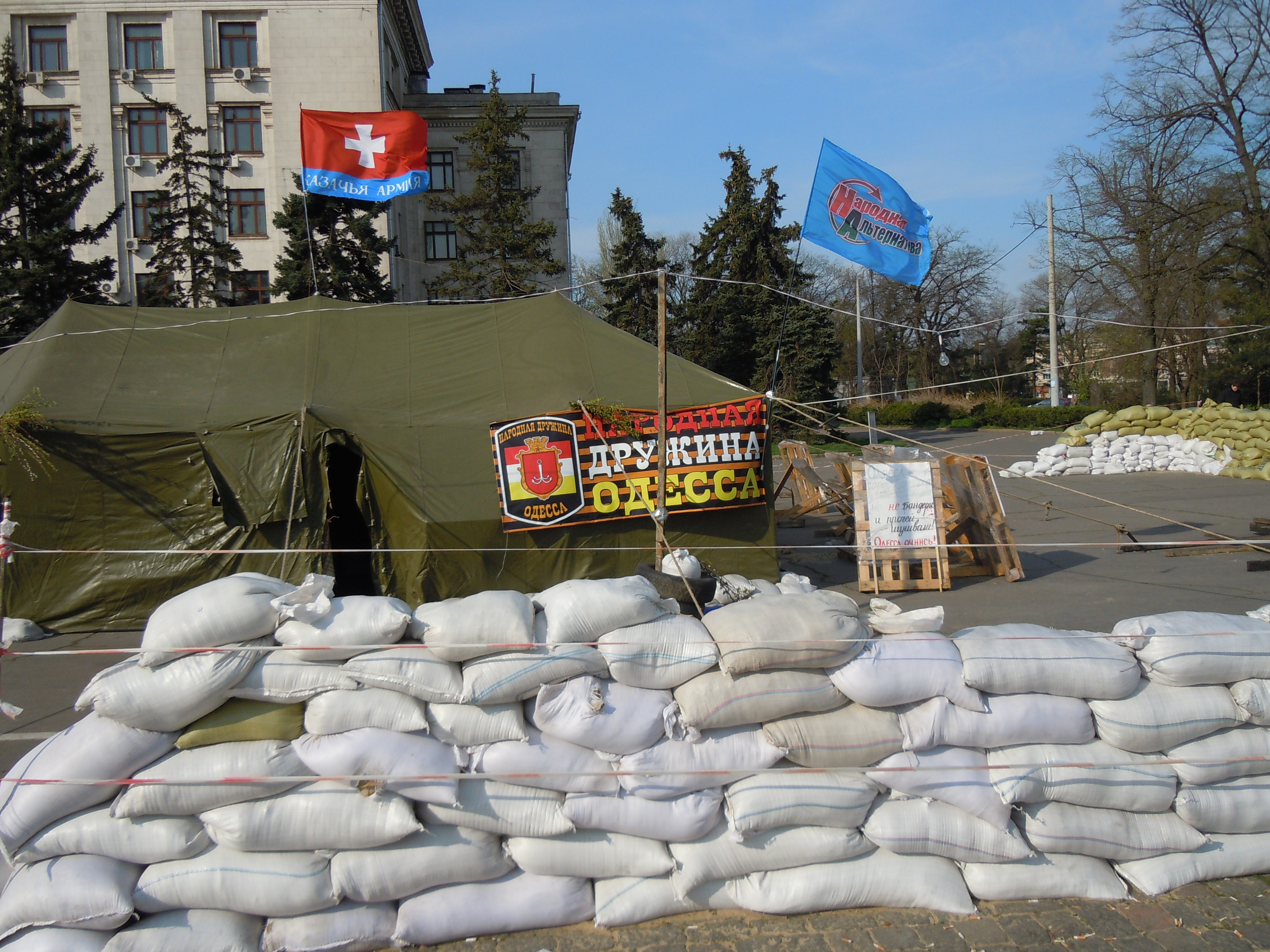
Табір антимайданівців на Куликовому полі

Перед початком кривавих подій в Одесі, за кілька днів до того, голова Одеської обласної державної адміністрації, Володимир Немировський публічно звернувся до лідерів протестної акції, яка тривала на одній з площ міста Одеси, Куликовому полі. Немировський попросив їх піти з Куликового поля для того, щоб забезпечити проведення військового параду 9 травня на честь Дня Перемоги. Однак деякі лідери місцевого «антимайдану» відмовилися покидати площу й заявили, що хочуть не допустити проведення параду, який, на їхню думку, не мав проходити під час проведення Антитерористичної операції на сході України. Через це з лідерами протестувальників провели переговори співробітники міліції, місцеві політики та інші зацікавлені люди. 30 квітня, за інформацією місцевого видання «Думская.net», у таборі проросійських активістів відбувся розкол. За інформацією того ж видання того дня площу покинули представники організації «Одесская дружина», а також частина «імперців» і «казаків». Вони вирушили на місце Меморіалу героїчної оборони Одеси під командуванням сина проросійського телеведучого Євгена Кваснюка, погодивши це з головою Одеської ОДА, Володимиром Немировським. Однак на Куликовому полі залишилися прихильники заарештованих братів Антона та Артема Давидченків, а також представники організацій «Народна альтернатива» (рос. «Народная альтернатива»), «Народна дружина» (рос. «Народная дружина») і «Молодіжна єдність» (рос. «Молодежное единство»). За деякими даними таке переміщення частини проросійських сил відбулося завдяки матеріальному стимулюванню деяких проросійських лідерів.
Напередодні матчу 28 туру Прем'єр-ліги чемпіонату України з футболу між одеським «Чорноморцем» та харківським «Металістом» в Одесі, де відбувався матч, було заплановано спільну ходу вболівальників обох команд, а також місцевих жителів, вулицями міста «За єдність України». Ці клуби традиційно підтримують гарні стосунки між собою, крім того, на той момент фан-клуби майже всіх команд вищого дивізіону українського чемпіонату заявили про припинення усіх своїх конфліктів задля підтримки унітарного устрою та незалежності України. У той же час деякі з активістів так званого «Куликового поля» (так називали проросійських мітингувальників через те, що їхній табір був на однойменній місцевості в Одесі) вважали, що приїзд вболівальників з Харкова буде лише приводом для зносу табору проросійських активістів. На деяких сторінках цих людей у соціальних мережах з'явився заклик про збір сепаратистів біля пам'ятника загиблим міліціонерам на Олександрівському проспекті біля перетину з вулицею Жуковського.
1 травня, за день до трагедії, у Міжнародний день праці пройшла традиційна демонстрація проросійських лівих партій та організацій. Зокрема, об'єднання «Боротьба», Союзу анархістів України, Комуністичної партії України та «Молодіжної єдності» (рос. «Молодежного единства»). Акція, на яку зібралося близько тисячі осіб, закінчилася ввечері на Куликовому полі без будь-яких конфліктів. Того ж дня, у новому таборі проросійських сил на меморіалі 411-ї батареї пройшов дружній пікнік, де взяли участь, окрім проросійських активістів, також активісти Євромайдану з сім'ями.
Окрім цього, того ж дня СБУ повідомила Головне управління МВС України в Одеській області про можливі провокації наступного дня.

## Хід подій
Хронологія подій від Групи 2 травня, 26 червня 2014. Звіт Міжнародної дорадчої групи, 4 листопада 2015 року.

### Події зранку
Футбольний матч між «Чорноморцем» та «Металістом» мав розпочатися о 17-й годині 2 травня 2014 року на центральному стадіоні «Чорноморець» у парку імені Тараса Шевченка. Збір фанів було заплановано на 15 годину на Соборній площі, звідки колона мала б вирушити до Парку культури і відпочинку імені Тараса Шевченка, на центральний стадіон «Чорноморець». Вранці того ж дня на одеський залізничний вокзал позапланово прибув потяг з Харкова з вболівальниками «Металіста». Ще частина вболівальників прибула іншим транспортом. У місті на той час через травневі свята знаходилося доволі багато людей з інших регіонів країни, зокрема, активісти та сотники київської «Самооборони».
О 12 годині дня в управлінні прокуратури Одеської області, що знаходиться за адресою вулиця Італійська, 3, почалася зустріч на тему «Стан організації роботи з протидії проявам сепаратизму, суспільного протистояння та забезпечення законності та правопорядку в Одеському регіоні». Вів зібрання заступник генпрокурора, Микола Банчук. Там же були присутні керівники обласної прокуратури, обласних правоохоронних органів, а також командири військових підрозділів, які базувалися в області. Учасники цього зібрання, за деякими даними, вимкнули телефони, але приймали SMS-повідомлення та вільно виходили у мережу Інтернет. У той же час, станом на 13 годину, за деякими даними, 700 співробітників міліції були призначені для забезпечення ладу на стадіоні, де мав пройти матч, ще 100 співробітників мали йти разом з колоною вболівальників, кілька десятків міліціянтів забезпечували лад на Куликовому полі й ще близько 100 співробітників перебували у резерві в автобусах у районі вулиць Катерининської, Пушкінської та Єврейської.

### Фанатський марш
Після збору на Соборній площі колона, виконавши гімн України, рушила у напрямку моря. У деяких проросійських і російських пропагандиських ЗМІ журналісти також зазначають, що окрім викриків «Слава Україні!» було чутно «Москалів на ножі», «Смерть ворогам!». За деякими даними, у колоні, окрім фанатів двох клубів, були представники місцевого Євромайдану, місцевої самооборони, а також «Правого сектора». Відповідно до доповіді Управління Верховного комісара ООН з прав людини спостерігачі Моніторингової місії з прав людини в Україні (англ. Human Rights Monitoring Mission in Ukraine (HRMMU)) на початку маршу бачили за неперевіреними джерелами у деяких його учасників маски, щити, сокири, дерев'яні та металеві палиці, а також вогнепальну зброю. Однак, згодом, майже на початку збору учасників ходи, прихильники федералізації та сепаратизму, котрі майже всі були в масках, шоломах, з щитами, озброєні битами, палицями, дехто з сокирами, для ідентифікації свій-чужий — з георгіївськими стрічками та червоними пов'язками на рукавах, напали на учасників ходи з боку Олександрівського проспекту. За словами очевидців, проросійські активісти перегородили дорогу учасникам маршу. Почалися вибухи світлошумових гранат та кидання один в одного камінням.

### Протистояння у центрі міста

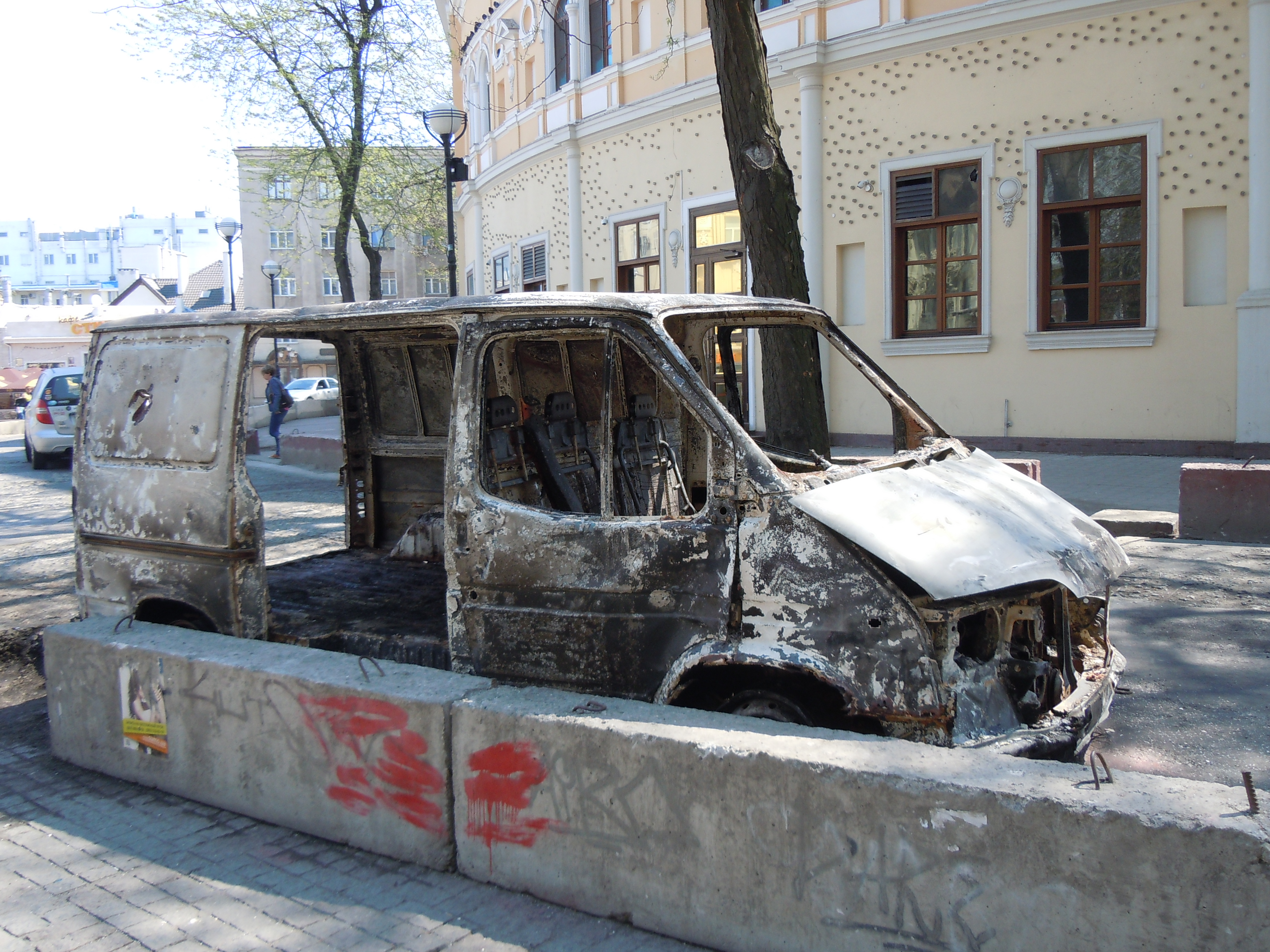
Згоріла машина проросійських активістів на Площі Грецькій

Після нападу на колону у районі вулиці Грецької, біля Одеського академічного російського драматичного театру ім. Іванова, почалися масові заворушення, під час яких, за деякими даними, брали участь кілька тисяч людей. Люди почали розбирати тротуарну плитку, розбивати її на частини і кидати один в одного. З обох сторін летіли світлошумові гранати, а також було чутно звуки, схожі на постріли. У перші хвилини протистоянь активістів розділив кордон міліції, що повністю перекрив вулицю, однак, це було малоефективне рішення, адже кожна зі сторін перекидувала камені та вибухові пакети через кордон міліції; слід зазначити, що міліціянти стояли спиною до сепаратистів, жодним чином не звертаючи увагу на їхні дії. Саме за перший час протистоянь постраждало понад 10 осіб, що були майже відразу виведені з натовпу для надання медичної допомоги. З самого початку на місці подій перебував начальник міліції громадської безпеки Головного управління МВС в Одеській області, Дмитро Фучеджі. Під час протистоянь, лідеру місцевого «Автомайдану», Євгену Резвушкіну, було завдано серйозне поранення в око, а також з'явилася інформація, що проросійські активісти стріляють з вогнепальної зброї.
Впродовж декількох годин на Грецькій вулиці та у провулку Віце-адмірала Жукова, у районі між торговим центром «Афіни» та Преображенською вулицею точилися масові заворушення. Близько 16 години у місцевих ЗМІ, з'явилося повідомлення, що у результаті зіткнень один з представників ультрас помер від вогнепального поранення; також було смертельно поранено десятника «Правого сектора» Ігоря Іванова. А вже через годину цю інформацію підтвердив прес-служба обласної Головного управління МВС в Одеській області. За даними міліціянтів, чоловік, що загинув — Андрій Бірюков — отримав вогнепальне поранення у легені, а швидка допомога не встигла прибути вчасно, через що хлопець помер. За уточненими даними Ігор Іванов помер через відмову у медичній допомозі у «Єврейській лікарні», посилаючись на те, що він «з області».
Згодом, близько 18:00 з'явилася інформація про те, що в одного з проросійських активістів (Будько-Боцман) був при собі АКС-74У, а в іншого пістолет-кулемет «Uzi». У той же час близько двох сотень проросійських активістів опинилися заблоковані у приміщенні торгового центру «Афіна», що знаходився у безпосередньому центрі протистоянь. Окрім того, велика група тих же активістів була заблокована у сусідньому торговому центрі Антошка, з даху якого особа з георгіївською стрічкою на руці стріляла з пістолета по проукраїнських активістах, які на той час зайняли усю Грецьку площу. У ефірі одеського місцевого телеканалу Перший канал стрічкою під телевізійним стрімом подій поширювався заклик від голови Одеської ОДА Володимира Немировського до одеситів вийти на захист цілісності України проти спроби сепаратистського заколоту. Ще через півгодини відбулася заява голови Одеської ОДА Володимира Немировського:
|                           | Керівництво міліції, прокуратури вже у мене в кабінеті. Ми приймаємо максимально інтенсивні заходи, щоб відновити порядок і законність. Організатори, виконавці, пособники і підбурювачі - чекайте дзвінків у двері. Вас знайдуть. Оригінальний текст (рос.) Руководство милиции, прокуратуры уже у меня в кабинете. Мы принимаем максимально интенсивные меры, чтобы восстановить порядок и законность. Организаторы, исполнители, пособники и подстрекатели - ждите звонков в двери. Вас найдут. |
| — Володимир Немировський, | |

У той же час, станом на 19:00, щонайменше троє журналістів зазнали тілесних ушкоджень. Зокрема, головний редактор місцевого інформаційного сайту «Думская.net», Олег Константинов, а також кореспондент сайту «Таймер» та іще один невідомий журналіст. Ще через півгодини прес-служба обласного Головного управління МВС в Одеській області заявила про загибель ще двох учасників протистоянь, а також повідомила про поранення трьох співробітників міліції, серед яких, за деякою інформацією виявився заступник голови обласного управління МВС, Дмитро Фучеджі.

### Події на Куликовому полі
Після перемоги проукраїнських сил у сутичці в центрі міста провокатори відійшли на південь у напрямку табору проросійських активістів на Куликовому полі, який знаходиться біля місцевого залізничного вокзалу. Колишні учасники проукраїнського маршу пішли за (як вони вважали) своїми нападниками, внаслідок чого, дійшовши до майдану, де декілька місяців відбувалися проросійські мітинги, було спалено усі намети проросійських протестувальників. Після цього активісти з Куликового поля забарикадувалися у Одеському Будинку профспілок, який знаходиться на тій же площі. Через деякий час у будівлі, в яку увірвалися проросійські активісти, в результаті підпалу виникла пожежа, внаслідок чого загинуло кілька десятків осіб.
Обидві сторони конфлікту закидували один одного пляшками із запальною сумішшю, вели стрілянину. Проросійські активісти обладнали у Будинку профспілок вогневі точки, звідки вели прицільну стрільбу по проукраїнських активістах, в ході якої двоє активістів дістали вогневі поранення. Відповідно до опублікованого в листопаді 2015 року звіту Міжнародної консультативної групи Ради Європи, «агресивна поведінка з боку деяких проукраїнських активістів перешкоджала пожежним бригадам виконувати свої обов'язки» попри те, що насправді пожежники прибули на місце пожежі лише через кілька годин. Першу допомогу з евакуації із палаючого будинку надавали, ризикуючи власним життям,  представники Євромайдану та ультрас. Як зафіксувала «група 2 травня», пожежники та проукраїнські активісти евакуювали людей, що перебували у Будинку профспілок, натомість деякі люди з площі намагалися вчинити розправу над ними, завдавали ударів, проводили жорсткі опитування, проте працівники міліції і організовані активісти намагалися захистити евакуйованих від розправи.
На місці пожежі працювали понад 50 рятувальників та 13 одиниць пожежно-рятувальної техніки. Під час ліквідації пожежі, з будівлі по маршових сходах були евакуйовані 210 осіб. Ще 120 осіб були врятовані співробітниками ДСНС України за допомогою авто- та 3-колінних драбин, а також виведені та винесені з задимлених приміщень ланками газодимозахисної служби. Офіційний сайт ДСНС повідомив, що гасінню пожежі та рятуванню людей активно заважали учасники сутичок, не допускаючи підрозділи до гасіння пожежі та закидаючи рятувальників світло-шумовими гранатами.
Відразу після пожежі в Будинку профспілок в інтернеті з'явилося відео, на якому з другої хвилини видно, як пожежа у Будинку профспілок спалахнула зсередини будівлі, а не внаслідок зовнішнього підпалу. На інших фотографіях та відео видно, як прихильники антимайдану стріляють та кидають пляшки з запалювальною рідиною в людей під Будинком профспілок. Після пожежі всередині Будинку профспілок було виявлено різний мотлох для побудови барикад, які значно підсилив пожежу, а також каміння, пляшки з запалювальною рідиною та ємності від горючої рідини, якою прихильники антимайдану наповнювали пляшки для кидання у євромайданівців, що стояли під Будинком профспілок.
Згодом судові експерти встановили, що осередків пожежі у Будинку профспілок було п'ять. Один осередок знаходився на першому поверсі у фойє, біля вхідних дверей в будівлю. Другий осередок знаходився на лівому сходовому марші між першим та другим поверхами. Третій осередок знаходився на правому сходовому марші між першим та другим поверхами. Четвертий осередок знаходився у кабінеті на другому поверсі. П'ятий осередок знаходився на міжповерховому сходовому майданчику між третім та четвертим поверхами. Загоряння в осередках, окрім першого, сталося внаслідок підпалу особами, які знаходились на момент загоряння всередині приміщення.
Згідно з висновками експертної «Групи 2 травня», безпосередньою причиною смерті людей стали лише два з цих осередків: палаюча барикада в вестибюлі першого поверху (там горіли меблі та дерев'яні піддони, а також бензиновий електрогенератор) і вторинне місце займання на сходовому прольоті між третім і четвертим поверхами (там знаходилися горючі рідини, які зайнялися від високої температури і розжарених газів первинного вогнища). Всі інші займання, як-от локальні спалахи всередині будівлі, не викликали поширення вогню і просто вигоріли без наслідків.
Фактично пожежа була на користь бойовикам Антимайдану, оскільки вона стала для них живою барикадою, що було зроблено у повній відповідності до заклику Володимира Путіна використовувати жінок як щит для проросійських бойовиків. https://www.youtube.com/watch?v=EH4ExvR5pCk

## Події після 2 травня 2014
Після трагедії Одеська міська рада ухвалила рішення про триденну жалобу у місті. Два дні жалоби 3 і 4 травня були оголошені в Україні.
3 травня 2014 сепаратисти почали розповсюджувати через соціальні мережі заклики до знищення прихильників євромайдану, українців і усіх, хто не вважає себе росіянином. Заклик звучав як: «… на Украине живут русские люди, а кто себя таковым не считает — мрази, быстрым концом которых должна стать одна лишь смерть».
4 травня 2014 р. при спробі вивезення 67 затриманих учасників подій 2 травня до Приморського районного суду, відбувся штурм будівлі управління МВС України в Одеській області на вул. Преображенській натовпом проросійських активістів. Проросійські активісти вимагали випустити затриманих, відкрили стрільбу, під час якої було поранено одного із журналістів. До мітингарів вийшов начальник Одеської міліції, Дмитро Фучеджі, який із посиланням на прокурора області ухвалив рішення відпустити затриманих. Визволених активістів натовп зустрів криками «Герої!», «Молодці!».
Згодом, 6 травня 2014, начальника Одеської міліції затримали за звинуваченням у співробітництві із сепаратистами. Однак вже 8 травня Дмитро Фучеджі втік із Одеси до Придністров'я.

## Результати

### Втрати

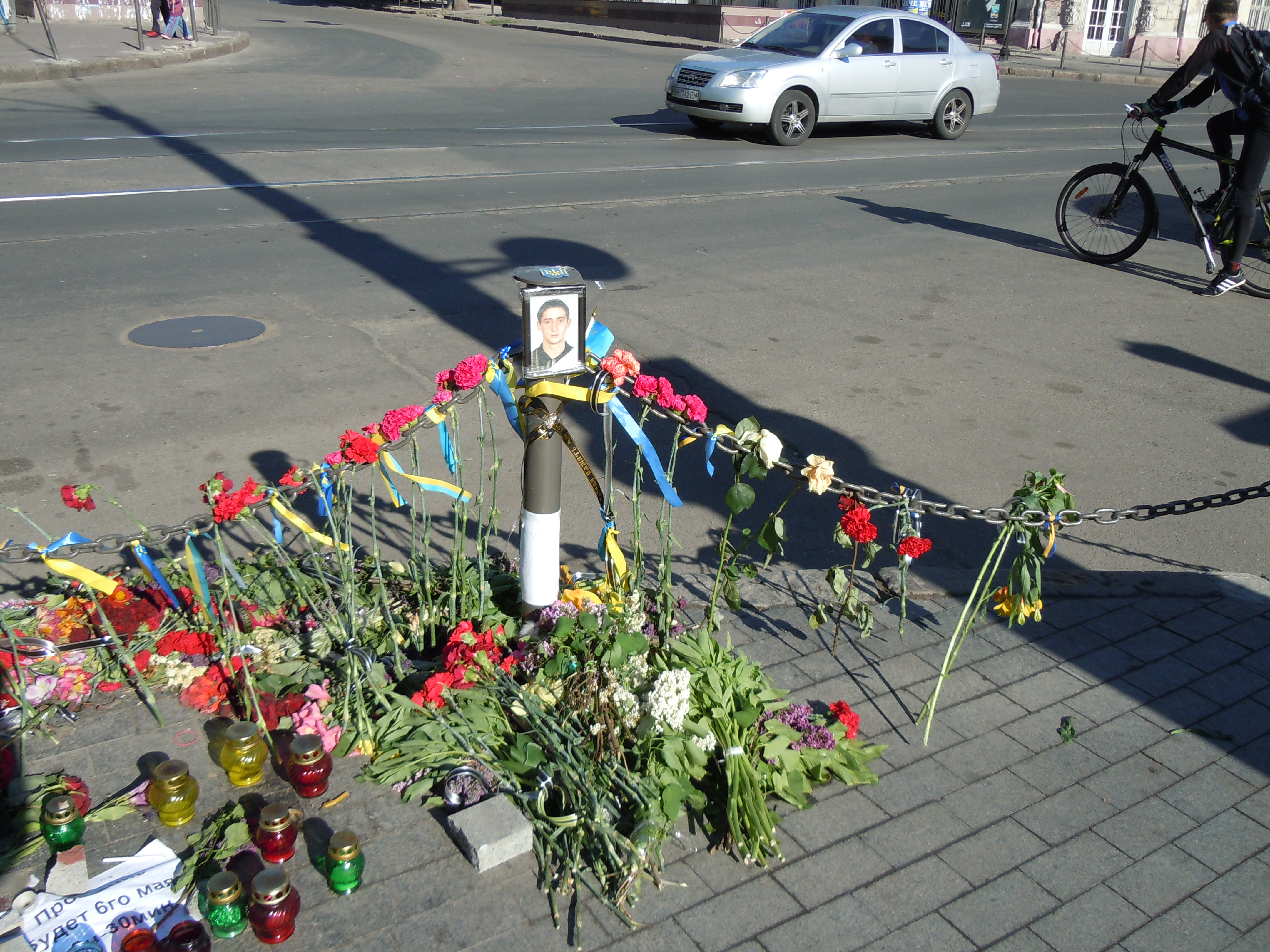
Місце загибелі першої жертви протистоянь — Андрія Бірюкова

У результаті протистоянь в Одесі 2 травня загинуло та зазнало ушкоджень багато людей з усіх сторін. За даними прес-служби Національної гвардії України дванадцять українців постраждали через агресію проросійських сил, вісім із них загинули, чотирьох із них було шпиталізовано. За даними прес-служби МВС України під час пожежі у Будинку профспілок загинуло 39 проросійськи налаштованих активістів, з них 30 померли від чадного газу, а дев'ять загинули, випавши з вікон будівлі. Однак, згодом, було уточнено, що у Будинку профспілок загинула всього 31 особа. Окрім того, за даними МВС 50 осіб звернулося до медиків, з яких 10 міліціянтів. А вже станом на 21 годину до медиків звернулося 123 людини, з яких 40 людей було шпиталізовано, з них 17 осіб у тяжкому стані. Окрім того, за попередніми даними 41 людина загинула.
Наступного дня, 3 травня, Прокурор Одеської області, Ігор Боршуляк, повідомив, що у результаті зіткнень усього загинуло 46 людей, з яких 8 загинули у наслідок падіння з Будинку профспілок, а більше 200 звернулися за медичною допомогою, з яких 20 людей — міліціонери. За даними ТСН з усіх загиблих було п'ятнадцять громадян РФ, а ще п'ять — громадяни невизнаної Придністровської Молдавської Республіки. Однак голова ГУ МВС в Одеській області Іван Катеринчук спростовує це і вказав, що майже всі загиблі — з Одеської області Члени громадської комісії по розслідуванню причин трагедії також стверджують, що майже всі загиблі - одесити
Відповідно до опублікованого в листопаді 2015 року звіту Міжнародної консультативної групи Ради Європи, серед всіх загиблих (з обох сторін) не було жодного громадянина іноземних держав.
Всі загиблі виявилися одеситами, крім двох осіб, мешканців Вінницької області.
|    |         | Прізвище, ім'я, по батькові       | Дата народження (вік)       | Обставини смерті | Про особу |
| -- | ------- | --------------------------------- | --------------------------- | --- | --- |
| 1  |         | Балабан Олексій Семенович         | 6 грудня 1982 (31 рік)      | Будинок профспілок, 5-й поверх, отруєння газами і випарами                                                                         | Уродженець Одеси |
| 2  |         | Бежаницька Христина Олександрівна | 18 березня 1992 (22 роки)   | Будинок профспілок, 5-й поверх, отруєння газами і випарами                                                                         | Уродженка Одеси |
| 3  |         | Березовський Олександр Вікторович | 6 серпня 1973 (40 років)    | Будинок профспілок, між 3-4 поверхами, отруєння газами і випарами, сильні опіки                                                    | |
| 4  | Україна | Бірюков Андрій Васильович         | 4 серпня 1978 (35 років)    | Центр міста, на розі вул. Преображенська та Дерибасівська, вогнепальне поранення в легеню, велика втрата крові, перший із загиблих | Уродженець Одеси, учасник столичного Майдану                                                                                   |
| 5  |         | Бражевський Андрій Геннадійович   | 30 серпня 1987 (26 років)   | Помер в лікарні, травма голови, множинні переломи, отримані внаслідок падіння з висоти                                             | Уродженець Одеси |
| 6  |         | Бригар Володимир Анатолійович     | 10 лютого 1984 (30 років)   | Будинок профспілок, 5-й поверх, отруєння газами і випарами                                                                         | Уродженець Миколаєва |
| 7  |         | Буллах Віктор Далхакович          | 5 лютого 1956 (58 років)    | Куликове поле, травми внаслідок падіння                                                                                            | Уродженець Куланутпесу, Нуринського району Карагандинської області Казахстану                                                  |
| 8  |         | Веренікіна Ганна Анатоліївна      | 29 грудня 1955 (58 років)   | Куликове поле, отруєння газами і випарами                                                                                          | Уродженка Російської Федерації                                                                                                 |
| 9  |         | В'ячеславов Михайло Михайлович    | 12 листопада 1951 (62 роки) | Будинок профспілок, між 3-4 поверхами, отруєння газами і випарами, сильні опіки                                                    | Уродженець Вологди Російської Федерації                                                                                        |
| 10 |         | Галаганова Любов Олександрівна    | 29 жовтня 1951 (62 роки)    | Будинок профспілок, отруєння газами і випарами, сильні опіки                                                                       | |
| 11 |         | Гнатенко Андрій Миколайович       | 19 травня 1989 (24 роки)    | Будинок профспілок, між 4-5 поверхами, отруєння газами і випарами                                                                  | Уродженець Одеси |
| 12 |         | Гнатенко Євген Миколайович        | 9 листопада 1952 (61 рік)   | Будинок профспілок, 4-й поверх, отруєння газами і випарами, травми голови                                                          | Уродженець Одеси |
| 13 | Україна | Жульков Олександр Юрійович        | 8 грудня 1968 (45 років)    | Центр міста, вогнепальні поранення черевної стінки, тазу, сідниць, велика крововтрата                                              | Випадковий очевидець, який втрутився у конфлікт                                                                                |
| 14 |         | Заяць Ігор Леонідович             | 13 січня 1968 (46 років)    | Куликове поле, травми внаслідок падіння                                                                                            | Уродженець Кам'янець-Подільського району Хмельницької області                                                                  |
| 15 |         | Іванов Дмитро Вікторович          | 1958 (56 років)             | Будинок профспілок, отруєння газами і випарами                                                                                     | Уродженець Одеси |
| 16 | Україна | Іванов Ігор Володимирович         | 31 липня 1986 (27 років)    | Помер на операційному столі наступного дня, вогнепальне поранення лівої здухвинної ділянки живота                                  | Уродженець Білгород-Дністровська Одеської області, колишній десантник, десятник відділення «Правого сектора» в Одесі           |
| 17 |         | Каїр Петро Анатолійович           | 28 січня 1969 (45 років)    | Будинок профспілок, між 3-4 поверхами, отруєння газами і випарами, сильні опіки                                                    | Уродженець Одеси |
| 18 |         | Калин Анатолій Андрійович         | 12 серпня 1976 (37 років)   | Куликове поле, отруєння газами і випарами                                                                                          | Уродженець Одеси |
| 19 |         | Карасьов Юрій Володимирович       |                             | Будинок профспілок, отруєння газами і випарами                                                                                     | |
| 20 |         | Коврига Микола Сергійович         | 8 листопада 1984 (29 років) | Будинок профспілок, 5-й поверх, отруєння газами і випарами                                                                         | Уродженець Одеси |
| 21 |         | Кононов Олександр Владиславович   | 11 квітня 1959 (55 років)   | Будинок профспілок, 5-й поверх, отруєння газами і випарами                                                                         | |
| 22 |         | Костюхін Сергій Миколайович       | 26 червня 1967 (46 років)   | Будинок профспілок, 5-й поверх, отруєння газами і випарами                                                                         | Уродженець Тбілісі Грузії |
| 23 |         | Кушнарьов Геннадій Олександрович  | 26 червня 1975 (38 років)   | Будинок профспілок, 3-й поверх, знайдений в бронежилеті з битою, отруєння газами і випарами, опіки 2-го ступеня, опіковий шок      | Уродженець Челябінська Російської Федерації, колаборант                                                                        |
| 24 |         | Кущ Руслан Олегович               | 26 січня 1984 (30 років)    | Куликове поле, травми внаслідок падіння                                                                                            | Уродженець Одеси |
| 25 |         | Ломакіна Ніна Іванівна            | 29 липня 1953 (60 років)    | Будинок профспілок, отруєння газами і випарами                                                                                     | Уродженка Озургеті Грузії |
| 26 |         | Лосинський Євген Лукич            | 16 листопада 1979 (34 роки) | Помер в лікарні 11 травня, вогнепальне поранення черевної порожнини                                                                | Був помічений серед радикально налаштованих осіб з червоною стрічкою на руках по вул. Жуковского                               |
| 27 |         | Лукас Ігор Єролович               | 1 липня 1993 (20 років)     | Будинок профспілок, 4-й поверх, отруєння газами і випарами                                                                         | Уродженець Одеси |
| 28 |         | Маркін В'ячеслав Володимирович    | 18 листопада 1969 (44 роки) | Помер в лікарні наступного дня, травми внаслідок падіння                                                                           | Уродженець Багратіоновська Калінінградської області Російської Федерації, депутат Одеської обласної ради, регіонал, колаборант |
| 29 |         | Митчик Євген Васильович           | 21 січня 1983 (31 рік)      | Будинок профспілок, 5-й поверх, отруєння газами і випарами                                                                         | Уродженець Одеси |
| 30 |         | Мільов Іван Іванович              | 1980 (34 роки)              | Будинок профспілок, отруєння газами і випарами                                                                                     | Уродженець Одеси |
| 31 |         | Мішин Сергій Сергійович           | 1 лютого 1985 (29 років)    | Будинок профспілок, між 4-5 поверхами, отруєння газами і випарами                                                                  | Уродженець села Фонтанка Одеської обл.                                                                                         |
| 32 |         | Негатуров Вадим Віталійович       | 5 грудня 1959 (54 роки)     | Помер в лікарні, отруєння газами і випарами, опіки, опіковий шок                                                                   | Уродженець Одеси |
| 33 |         | Нікітенко Максим Олексійович      | 28 жовтня 1982 (31 рік)     | Куликове поле, травми внаслідок падіння                                                                                            | Уродженець Одеси |
| 34 |         | Нікітюк Дмитро Ігорович           | 8 серпня 1974 (39 років)    | Будинок профспілок, 5-й поверх, отруєння газами і випарами, опіки                                                                  | Уродженець Одеси |
| 35 |         | Новицький Володимир Михайлович    | 25 липня 1944 (69 років)    | Будинок профспілок, 5-й поверх, отруєння газами і випарами                                                                         | Уродженець Вінницької області                                                                                                  |
| 36 |         | Острожнюк Ігор Євгенович          | 12 липня 1964 (49 років)    | Куликове поле, травми внаслідок падіння                                                                                            | Уродженець Деребчин Жмеринського району Вінницької області                                                                     |
| 37 |         | Папура Вадим Вадимович            | 24 липня 1996 (17 років)    | Куликове поле, травми внаслідок падіння                                                                                            | Уродженець Одеси |
| 38 | Україна | Петров Геннадій Ігорович          | 27 лютого 1985 (29 років)   | Центр міста, вогнепальне поранення грудної клітки, велика крововтрата                                                              | Уродженець Нової Олексіївки Білгород-Дністровського району Одеської області, випадковий очевидець, який втрутився у конфлікт   |
| 39 |         | Пікалова Світлана Валеріївна      | 4 березня 1981 (33 роки)    | Будинок профспілок, 5-й поверх, отруєння газами і випарами                                                                         | Уродженка Одеси |
| 40 |         | Полулях Алла Анатоліївна          | 26 серпня 1962 (51 рік)     | Будинок профспілок, 3-й поверх, отруєння газами і випарами                                                                         | Уродженка Чернігівської області                                                                                                |
| 41 |         | Польовий Віктор Павлович          | 19 вересня 1966 (47 років)  | Будинок профспілок, 5-й поверх, отруєння газами і випарами                                                                         | Уродженець Одеси |
| 42 |         | Приймак Олександр Григорович      | 28 серпня 1945 (68 років)   | Будинок профспілок, між 3-4 поверхами, отруєння газами і випарами                                                                  | Уродженець Бару Жмеринського району Вінницької області                                                                         |
| 43 |         | Садовничий Олександр Кузьмич      | 18 вересня 1954 (59 років)  | Будинок профспілок, 5-й поверх, отруєння газами і випарами                                                                         | Уродженець Подільська Одеської області                                                                                         |
| 44 |         | Степанов Віктор Васильович        | 10 квітня 1948 (66 років)   | Будинок профспілок, 5-й поверх, отруєння газами і випарами                                                                         | Уродженець Одеси |
| 45 |         | Шарф Тарас Володимирович          | 12 червня 1973 (40 років)   | Помер в лікарні, опіки 3-го ступеня, термоінгаляційна травма, опіки дихальних шляхів 3-го ступеня                                  | |
| 46 |         | Щербінін Михайло Іванович         | 8 грудня 1956 (57 років)    | Будинок профспілок, 3-й поверх, отруєння газами і випарами, повністю обвуглений                                                    | Уродженець Одеси |
| 47 | Україна | Яворський Микола Анатолійович     | 2 січня 1976 (38 років)     | Центр міста, вогнепальні поранення з дробовика в спину та сідниці, велика крововтрата                                              | Співробітник Головного управління ДСНС України в Одеській області, випадковий очевидець, який втрутився у конфлікт             |
| 48 |         | Яковенко Ірина Володимирівна      | 7 вересня 1959 (54 роки)    | Будинок профспілок, 3-й поверх, каб. № 330, отруєння газами і випарами                                                             | Уродженка Одеси |

### Розслідування подій

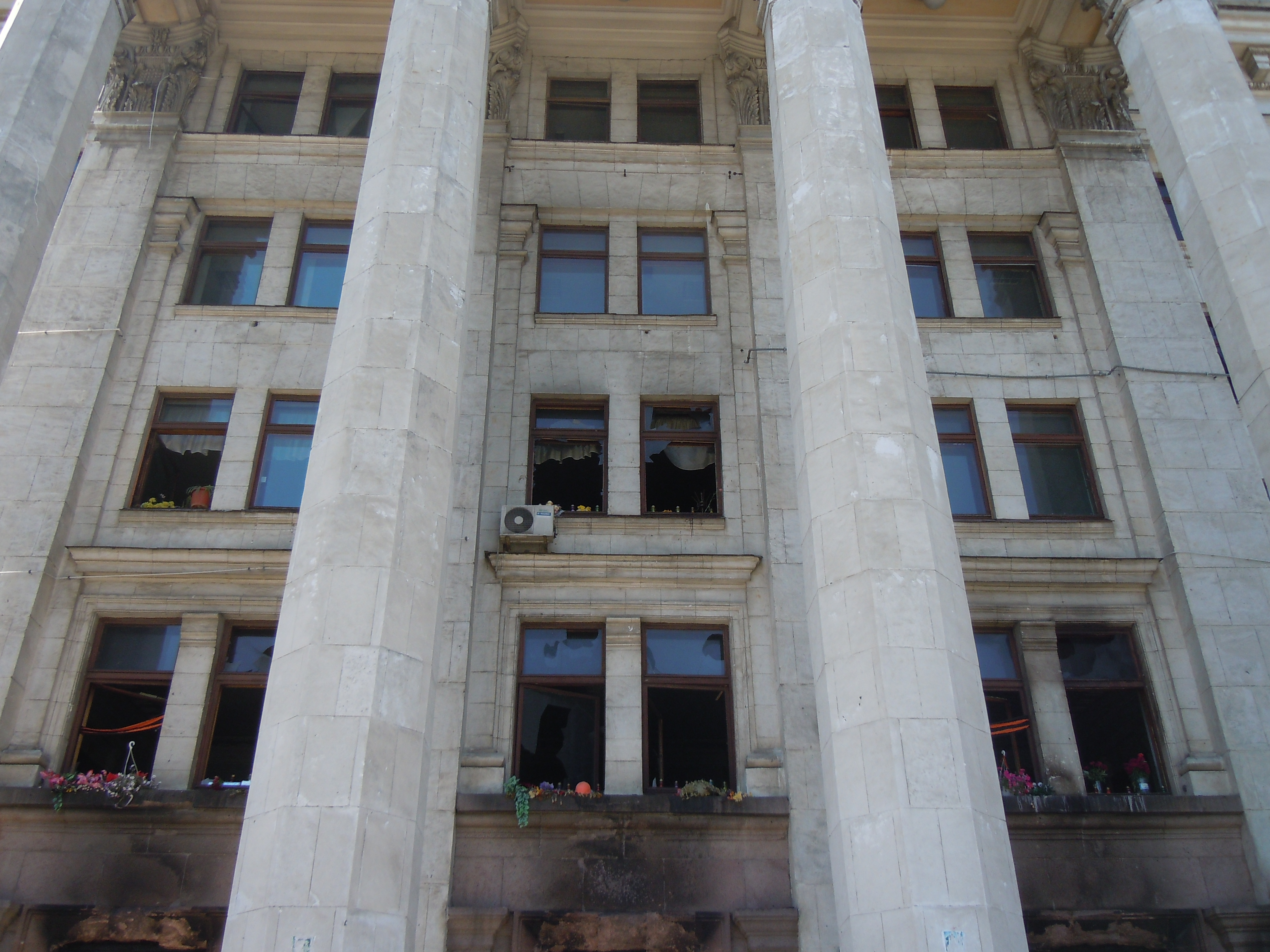
Будинок профспілок Одеської області після пожежі

Станом на 3 травня співробітниками міліції було затримано 172 особи, частину з яких відпустили під особисте зобов'язання, а 127 затримані, як активні учасники масових заворушень, і з ними було проведено комплекс досудових слідчих заходів. Як повідомило УНІАН, під час слідчих дій правоохоронцями у затриманих вилучена вогнепальна нарізна, гладкоствольна та травматична зброя, значна кількість запальної суміші, яка використовувалася проти мирних громадян. За тими ж даними, у МВС наголосили, що про ретельну підготовку до заворушень у місті свідчить і те, що більшість затриманих осіб, які нині вже ідентифіковані, є громадянами РФ та жителями Придністров'я. Окрім того було відкрито 10 кримінальних впроваджень за статтями: 115 — умисне вбивство; 194 — умисне знищення або пошкодження майна; 294 — масові заворушення; 296 — хуліганство; 341 — захоплення державних або громадських будівель чи споруд; 345 — погроза або насильство щодо працівника правоохоронного органу. Того ж дня Кабінет Міністрів України терміново відправив до Одеси Першого віце-прем'єр-міністра Віталія Ярему, який очолив урядову комісію з питань численної загибелі людей під час проукраїнських акцій та пожежі в Будинку профспілок у місті.
За попередніми висновками за результатами огляду місця події фахівцями головного управління Державної служби з надзвичайних ситуацій в Одеській області причиною загоряння Будинку профспілок могли бути «коктейлі Молотова», кинуті зверху. За результатами розслідування, за словами очолювача урядової комісії з питань численної загибелі людей під час проукраїнських акцій та пожежі в Будинку профспілок в Одесі, Віталія Яреми, серед учасників масових заворушень і загиблих в Одесі є іноземці. Окрім того, за його словами, акція була проплаченою з боку сепаратистських сил і у слідства є підозри про причетність до подій деяких співробітників міліції.
Відповідно до звіту Міжнародної консультативної групи з розслідування трагедії в Одесі 2 травня 2014, опублікованому на сайті Ради Європи, пожежа в Будинку профспілок в Одесі 2 травня 2014 року почалася в п'яти місцях, у тому числі у вестибюлі. «За винятком вестибюля, вогонь міг виникнути тільки внаслідок дій тих, хто перебував усередині будівлі. Судова експертиза не виявила ніяких свідчень того, що пожежа була спланована», — сказано в звіті.
Міжнародна дорадча група із розслідування подій 2 травня 2014 року в Одесі наголосила, що для збереження довіри всіх верств громадськості системі кримінального правосуддя, органам влади, в тому числі судовим, вкрай важливо показати, що під час проведення розслідування й судового розгляду вони діють неупереджено й без дискримінації. Тепер одного із учасників сутичок на боці проукраїнських активістів, Сергія Ходіяка, слідство звинувачує у навмисному вбивстві з мисливської рушниці прихильника антимайдану, реконструктора Євгена Лосинського, важкому пораненні неназваного співробітника міліції і пораненні одеського журналіста, головного редактора «Думская.net», Олега Константинова. Протягом року до нього застосовувалися запобіжні заходи. Двоє інших — Всеволод Гончаревській, який підозрюється в тому, що бив випавших з вікна Будинку профспілок прихильників Росії (кримінальне провадження у відношення його закрито у лютом 2015 р., але знову відкрито в липні 2015 р.) і сотник Микола Волков, який стріляв з пістолета по людях в Будинку профспілок (кримінально провадження закрито в зв'язку з його смертю).
З боку активістів Куликова поля в злочинах, вчинених 2 травня, спочатку звинувачували понад 100 осіб — переважно за кримінальними статтями за організацію масових заворушень, що призвели до людських жертв. Станом на березень 2016-го, в СІЗО Одеси знаходился четверо проросійських активістів, в тому числі головний підозрюваний — Сергій Долженков (Капітан Какао) і два громадянина Росії — Максим Сакаулов і Євген Мефедов. Іншим підозрюваним проросійським активістам, які спочатку знаходились у СІЗО, протягом часу були обрані інші запобіжні заходи, не пов'язані з утриманням під вартою.

### Подальші події
Наступного дня після подій, 3 травня, начальника головного управління МВС в Одеській області. Петра Луцюка, було звільнено з посади. Окрім того, стосовно екс-керівника ГУМВС Одещини було розпочато службове розслідування.
3 травня виконувач обов'язків керівника ГУМВС полковник міліції Дмитро Фучеджі повідомив, що для забезпечення безпеки громадян і попередження можливого ускладнення обстановки 380 нарядів міліції щодобово залучаються до охорони громадського порядку в Одеської області. До їх складу входять працівники патрульної служби, ДАІ, спеціальний батальйон міліції та спецпідрозділу судової міліції «Грифон», працівники Держохорони, внутрішніх військ тощо. Окрім того, з міліціонерів, які щодобово заступають на охорону громадського порядку створено 196 піших патрулів та постів охорони, які наближені до місць масового скупчення людей та об'єктів підвищеної уваги. До патрулювання вулиць та автомагістралей регіону задіяні 184 автомобільних наряди. А для забезпечення безпеки громадян в Одесі на службу заступили понад 100 піших та стільки ж автопатрулів.
3 травня СБУ та МВС України оголосили, що акція в Одесі була спланована заздалегідь і серед осіб, які влаштували провокації в Одесі, є щонайменше троє громадян Російської Федерації.
4 травня 2014 кілька сотень проросійських активістів з ранку блокували будівлю міського управління міліції на вул. Преображенській, де перебували багато затриманих під час заворушень 2 травня. Ввечері вони почали штурм міськвідділу та через злочинну недбалість виконувача обов'язків керівника ГУМВС полковника міліції Дмитра Фучеджі виламали ворота у внутрішній двір міськУВС за допомогою автозака, та вибили вікна. В результаті за наказом Дмитра Фучеджі міліція звільнила всіх затриманих
Того вечора проукраїнські активісти зібралися на Приморському бульварі на знак протесту проти злочинних дій проросійських активістів і Дмитра Фучеджі і згодом пройшли маршем центром міста. У ході маршу вони також провели мітинг перед ГУМВС Одещини. До протестувальників вийшов щойнопризначений  новим начальником головного управління МВС в Одеській області Іван Катеринчук, який повідомив про звільнення і арешт Дмитра Фучеджі. Марш і мітинг продемонстрували прихільникам проросійського заколоту, що в Одесі залишилися небайдужі активісти щоб запобігти подальшим спробам антиукраїнського  заколоту.
6 травня, 2014 в.о. генпрокурора Олег Махніцький заявив, що одеські міліціонери фактично були співучасниками учинених сепаратистами злочинів в Одесі.
7 травня міністр внутрішніх справ Арсен Аваков заявив, що екс-голова ГУ МВС України в Одеської області Дмитро Фучеджі втік за кордон і переховується від слідства в Придністров'ї, тому його оголошено в розшук Генпрокуратура дала розпорядження на затримання Фучеджі 6 травня, однак ввечері цього ж дня підозрюваний про це дізнався і втік. Фучеджі підозрюється в організації масових заворушень в Одесі 2 травня та службової недбалості, а також в особистому розпорядженні відпустити 67 затриманих проросійських активістів.
13 травня МВС оприлюднило заяву, в якій вказується, що за інформацією десяти осіб, які виявили бажання співпрацювати зі слідством щодо трагедії, яка сталася на початку травня в Одесі, підтверджується, що проросійські екстремісти дійсно готували цю операцію з метою дестабілізації ситуації в Одеській області. Точніше події мали привести до проголошення так званої ОНР на кшталт подій у Донецьку і Луганську, тобто у діях проросійських заколотників та їхніх поплічників з міліції й органів місцевої влади були ознаки кримінальних злочинів: державної зради і зазіхання на територіальну цілісність і безпеку України.
15 травня, 2014 року новий начальник ГУ МВС України в Одеській області Іван Катеринчук, призначений після подій 4 травня, заявив, що у справі про заворушення, які відбувалися 2 травня в Одесі, заарештовано 16 осіб.
19 травня 2014 року начальник Головного слідчого управління МВС України Віталій Сакал сказав, що в смітті і сажі в Одесі в Будинку профспілок, де 2 травня загинули більше 40 людей, був виявлений хлороформ. Згідно висновку експерта, 32 людини загинули не від високої температури, а в результаті впливу невідомої речовини, зупинки серця і задухи. Суміш, що містила хлороформ, знаходилася в Будинку профспілок ймовірно вже кілька днів до трагедії.
Члени громадської експертної комісії в Одесі однак наводять аргументи, які, на їх думку, спростовують версію керівництва МВС щодо хлороформу.
20 травня в Одесі відбулося виїзне засідання тимчасової слідчої комісії ВРУ з розслідування фактів загибелі громадян в Одесі, Маріуполі, Красноармійську та в інших містах на Півдні та Сході України. Голова комісії, депутат-регіонал і сепаратист Антон Кіссе, повідомив, що одеська судмедекспертиза не підтвердила заяву керівництва МВС щодо хлороформу.
Українські правоохоронці направили запит у посольство Держави Ізраїль в Україні, у якому просять про допомогу фахівців у проведенні кваліфікованих та ретельних експертиз. Ці експертизи повинні дати відповідь на питання, скільки було хлороформу, у яких пропорціях, чи був змішаний з бензином чи соляркою.
Віталій Сакал також повідомив, що затриманий Ходіяк Сергій Олександрович, який, за даними слідства, стріляв як у бік міліції, так і у євромайданівців. На зустрічі громадськості з керівником УВС Одеськоі області Катеринчуком т. зв. активісти наводили «доводи щодо того, що він захищав людей, місто, країну від терористів, [які] не були прийняті до уваги».
На початку серпня 2014 старший слідчий в особливо важливих справах Головного управління МВС Руслан Сушко під час засідання тимчасової депутатської комісії з контролю розслідування подій 2 травня заявив, що за даними слідства ці події були сплановані задовго до 2 травня. Мета цих дій — дискредитація чинної влади, розхитування ситуації в Одесі, в області, а також в цілому у країні. Також людей навмисно зазивали в Будинок профспілок, і «центр загоряння був у будинку». За його словами під арештом залишаються 12 осіб, для решти обрано інший запобіжний захід. У матеріалах одного з кримінальних проваджень по цим подіям фігурують 33 підозрюваних у злочинах — громадяни України, Росії і Придністров'я і це не всі підозрювані, частині вдалося втекти.

### Розслідування
29 квітня 2016 року Одеське УСБУ провело обшуки в активістів організації «Куликове поле» Моріса Ібрагіма, Вікторії Мачулко та Світлани Набоки. «Можу частково підтвердити, що ми практично щоденно останнім часом, особливо перед настанням травневих подій, проводимо заходи в рамках відкритих кримінальних справ. Ми проводимо слідчі дії, допити, обшуки, вилучення документів. Таку роботу ми будемо продовжувати завжди. Вона спрямована на одне — щоб стабілізувати ситуацію, виявити факти закликів до насильницького повалення влади, тобто те, що ми з вами називаємо загальним словом сепаратизм та підготовка до здійснення терористичних актів», — розповів голова управління СБУ в Одеській області Батраков Сергій Олексійович. У той же час, відповідаючи на запитання, чи пов'язаний обшук з подіями 2 травня, очільник СБУ підкреслив: «Святкових обшуків ми не робимо. Ми робимо свою роботу, передбачену Карним процесуальним кодексом». СБУ знайшла великі обсяги агітаційної продукції — банери, плакати з антиукраїнськими закликами, які планували використати на травневі свята. До терактів на Куликовому полі готувалися масштабно. В інтерв'ю телеканалу «112 Україна» керівник апарату СБУ Олександр Ткачук зазначив, що під Одесою виявили склад боєприпасів: 42 гранати РГД та Ф-1, три гранатомети, 1500 патронів. Це заготували особи з «антимайдану». Менші арсенали знаходили і в інших місцях, зокрема в парку Перемоги. Йшлося про те, що була спроба промосковських сил «взяти реванш» за 2 травня 2014 року, яку вдалося уникнути силами СБУ.
26 липня 2017 у Одесі поліція затримала колишнього першого заступника ГУ ДСНС України в Одеській області Руслана Великого, який «не вжив заходів до направлення наявних сил і засобів для гасіння пожежі у Будинку профспілок».
8 серпня 2017 на допит в Генеральну прокуратуру викликано Першого заступника міністра внутрішніх справ України Сергія Ярового як свідка по справі про Одеську трагедію 2 травня 2014 року.
Згідно вироку суду 19 фігурантів справи були відпущені, що призвело до зіткнень активістів з поліціянтами.
Проросійських учасників трагічних подій 2 травня 2014 року в Одесі Сергія Долженкова і Євгена Мефьодова (громадянин Росії), виправданих судом Чорноморська у справі про масові заворушення, знову затримали представники СБУ.
16 серпня Центральний суд Миколаєва призначив Євгену Мефедову і Сергію Долженкову заставу в розмірі 300 тис. грн. 19 серпня їх було відпущено на свободу після внесення застави. Гроші, як заявив батько адвоката злочинців, було зібрано представниками партії «Опозиційна платформа — За життя» за допомоги нардепа Миколи Скорика.
13 березня 2025 року Європейський суд з прав людини ухвалив рішення за позовами родичів 25 загиблих та 3 постраждалих. На думку суду, першочерговим винуватцем подій є Росія та її діяльність з дестабілізації України. Наголошено, що хвилі насильства передувало постійне поширення російською владою та медіа агресивної та емоційно забарвленої дезінформації та пропаганди проти проєвропейської української влади та євромайданівців. Поза тим, суд не зняв відповідальності й з України як держави, звинувачуючи у бездіяльності одеської місцевої влади для запобігання трагедії та недостатніх зусиллях для переслідування одеських посадовців, відповідальних за порушення від імені України, зобов'язавши виплатити заявникам компенсації в розмірі від 12 до 17 тисяч євро. Суд зазначив, що небажання правоохоронних органів Одеси зупинити першу хвилю насильства, спровокованого сепаратистами із так званого «антимайдану» проти учасників проукраїнської демонстрації, а також явні ознаки можливої змови між поліцією та проросійськими активістами, стали однією з основних причин для хвилі насильства у відповідь, коли обурені прихильники Майдану вирішили помститися. Суд також повідомив, що більшість одеських чиновників, дії яких призвели до численних жертв, невдовзі втекли до Росії, отримали російське громадянство і навіть побудували там кар'єру.

## Реакція

### Одеса
Голова Одеської обласної державної адміністрації, Володимир Немировський відреагував на ситуації так:
|                           | Сьогоднішніх жертв в Одесі можна було уникнути. Для цього силовикам лише потрібно було не торгувати своєю Батьківщиною, своєю Совістю, і слідувати Присязі Українському Народові. Якби міліція слідувала вимогам керівництва області, а не займалася дипломатією, сьогодні все було б інакше. Але вони, як і завжди перш, думали не про країну, а про власний комфорт. Сором. Оригінальний текст (рос.) Сегодняшних жертв в Одессе можно было избежать. Для этого силовикам всего-то нужно было не торговать своей Родиной, своей Совестью, и следовать Присяге Украинскому Народу. Если бы милиция следовала требованиям руководства области, а не занималась дипломатией, сегодня все было бы иначе. Но они, как и всегда прежде, думали не о стране, а о собственном комфорте. Стыд. |
| — Володимир Немировський, | |

В.о. міського голови Одеси Олег Бриндак, який на той час очолював місцеву владу в Одесі і нічим не завадив трагедії, так прокоментував ситуацію у місті:
|                 | Шановні одесити! Сьогодні в самому серці Одеси відбуваються безпрецедентні події. Загинули люди, в тому числі наші з вами земляки. Я розумію та поділяю гнів і обурення одеситів, але закликаю всіх зберігати спокій, не піддаватися на провокації. Тепер вживаються всі можливі заходи, щоб стабілізувати ситуацію в місті. Міська влада та правоохоронні органи докладають всіх зусиль, щоб забезпечити порядок в Одесі. Одеські медики працюють у посиленому режимі, надаючи постраждалим необхідну допомогу в усіх лікарнях міста. Створено оперативний штаб, завданням якого є координація дій правоохоронних органів, МНС і медиків. Закликаю всі сторони протистояння відмовитися від силових методів вирішення розбіжностей. Прошу всіх городян відмовитися від протиправних дій. Ніякі ідеологічні протистояння не можуть бути виправданням насильства та вбивства. Ми повинні зберегти мир на вулицях нашого міста. Оригінальний текст (рос.) Уважаемые одесситы! Сегодня в самом сердце Одессы происходят беспрецедентные события. Погибли люди, в том числе наши с вами земляки. Я понимаю и разделяю гнев и возмущение одесситов, но призываю всех сохранять спокойствие, не поддаваться на провокации. В данный момент предпринимаются все возможные меры, чтобы стабилизировать ситуацию в городе. Городская власть и правоохранительные органы прилагают все усилия, чтобы обеспечить порядок в Одессе. Одесские медики работают в усиленном режиме, оказывая пострадавшим необходимую помощь во всех больницах города. Создан оперативный штаб, задачей которого является координация действий правоохранительных органов, МЧС и медиков. Призываю все стороны противостояния отказаться от силовых методов решения разногласий. Прошу всех горожан отказаться от противоправных действий. Никакие идеологические противостояния не могут быть оправданием насилия и убийства. Мы должны сохранить мир на улицах нашего города. |
| — Олег Бриндак, | |

### Росія
Президент Росії Путін, якого через його антиукраїнські  виступи на російському телебаченні можна вважати підбурювачем проросійських заколотів, висловив співчуття родичам загиблих в Одесі і заявив, що глибоко обурений діями української влади, які можна кваліфікувати, як злочинні. Прес-секретар Путіна також заявив: «Ми не маємо можливості офіційному Києву висловити співчуття, як це прийнято в міжнародній практиці. Оскільки офіційного Києва, як такого, не існує».
МЗС Росії, представники якого в Одесі (генерального консульства Росії) активно співпрацювали із проросійськими заколотниками, виступив з категоричним засудженням трагедії, що сталася 2 травня, зазначивши, що це: «ще один прояв злочинної безвідповідальності київської влади, яка потурає знахабнілим націонал-радикалам, зокрема „Правому сектору“, які влаштовують кампанію фізичного терору проти прихильників федералізації і реальних конституційних змін в українському суспільстві».
У травні 2019 року патріарх РПЦ Кирило сказав, що люди, які підпалили Одеські профспілки, «були під владою диявола».

## Вшанування пам'яті
Вулиця Ігора Іванова у місті Одеса названа на честь загиблого у цих трагічних подіях.